# Максимы
Ма́ксимы (фр. Maximes) — книга Франсуа VI де Ларошфуко, впервые изданная в 1665 году. Книга представляет собой сборник философских афоризмов. Альтернативное название книги — «Максимы и моральные размышления» (фр. Réflexions ou sentences et maximes morales).

## О книге
«Максимы» — второе произведение, написанное де Ларошфуко. В отличие от исторических по своему содержанию «Мемуаров» (фр. Mémoires) 1662 года выпуска, «Максимы» — философское произведение, в первую очередь освещающее вопросы этики и человеческой психологии. По своей форме «Максимы» представляют собой сборник афоризмов, в редких случаях перемежаемых (см. афоризмы 233, 504) обычным повествовательным текстом. Афоризмы последовательно пронумерованы. Основное содержание текста не содержит отдельных структурных элементов. Вместо этого автор, затрагивая определённую тему, посвящает ей ряд афоризмов, после чего переходит к рассмотрению смежной темы.

## Издания
Книга претерпела ряд переизданий. Широко известны издания 1665, 1666, 1675, 1678, 1692 и 1827 годов. Первое издание 1665 года было издано анонимно. Издания 1692 и 1827 годов стали посмертными и претерпели ряд изменений по сравнению с оригинальным текстом. Первые издания состояли из анонимного предисловия автора и 504 афоризмов. Посмертные издания, как и все последующие переиздания, включали афоризмы, опубликованные посмертно, а также афоризмы, исключенные автором из первых изданий произведения. Современные издания содержат 641 афоризм. Из них афоризмы 505—562 были изданы посмертно, в то время как афоризмы 563—641 были исключены автором и включены в работу издателями. Наиболее актуальное издание произведения в России датируется 2015 годом.

## Содержание
«Максимы» начинаются с анонимного предисловия автора, в котором тот напрямую обращается к читателю. Ларошфуко отмечает, что считает своё произведение «изображением человеческого сердца» и отмечает, что оно может не понравиться всем читателям. В качестве эпиграфа автор приводит следующие слова: «Наши добродетели — это чаще всего искусно переряженные пороки».
В произведении автор не предписывает читателю необходимые правила поведения, что характерно для работ по этике, вместо этого предоставляя ряд лаконичных наблюдений о человеке и обществе. Афоризмы написаны от третьего лица. Произведение создавалось автором на протяжении всей его жизни и работа периодически дополнялась новыми афоризмами. Так, некоторые из написанных афоризмов были включены лишь в посмертные издания.
По своему характеру афоризмы пессимистичны и в критическом свете отражают человеческую природу, общественные и межличностные отношения, социальные институты, а также традиции. При этом автор воздерживается от оценочных суждений. Позиция автора отчасти отражает его социальное окружение: будучи аристократом, Ларошфуко описывал характер людей своего круга.
Некоторые исследователи считают, что содержание работы позволяет причислить Ларошфуко к эпикурейцам, в то время как другие отмечают сходство «Максим» с идеями Никколо Макиавелли и политическим реализмом.

## Влияние
«Максимы» Ларошфуко оказали значительное влияние на европейскую континентальную философию. В частности, в Великобритании идеи Ларошфуко были восприняты графом Честерфилдом, который в «Письмах к сыну» ссылается на «Максимы» как на авторитетный источник философской мудрости.
Во Франции «Максимы» повлияли на творчество Стендаля, который перенял творческую форму афоризма. Некоторые источники сообщают о характеристике Стендаля как «Ларошфуко романистов». Кроме того, последователями Ларошфуко во Франции стали Андре Жид, который позднее начал сомневаться в правоте идей, изложенных в «Максимах», а также Сент-Бёв.
Наибольшее влияние «Максимы» оказали в Германии. Работа Ларошфуко оказала значительное влияние на формирование течения «философии жизни». В частности, Фридрих Ницше, считающийся основоположником этого течения, неоднократно упоминает Ларошфуко. Так, в книге «Человеческое, слишком человеческое» Ницше называет Ларошфуко мастером и пишет: «Почему даже не читают больше великих мастеров психологической сентенции? — Ибо, говоря без всякого преувеличения, редко можно найти в Европе образованного человека, который читал бы Ларошфуко и близких ему по духу и искусству; и ещё реже можно встретить человека, который знал бы их и не поносил». В этом же произведении в афоризмах 36, 50 и 133 встречаются прямые цитаты из «Максим». В автобиографии, "«Ecce Homo», Ницше пишет: «…какой-нибудь Ларошфуко, какой-нибудь Декарт во сто раз превосходят правдивостью любого немца…», вновь демонстрируя своё положительное отношение к автору «Максим».
Влияние работы на творчество Ницше не ограничивается прямыми упоминаниями автора и произведения. Работы Ницше, исключая ранний период его творчества, представляют собой сборники лаконичных афоризмов, во многом сходных по форме с таковыми в работе Ларошфуко. Кроме того, их содержание также совпадает в своей пессимистичности и категоричности.